# Synagoge (Zabłudów)
Koordinaten: 53° 0′ 57,2″ N, 23° 20′ 4,2″ O
Die Synagoge in Zabłudów, einer polnischen Stadt in der Woiwodschaft Podlachien, wurde im 2. Viertel des 17. Jahrhunderts errichtet.

## Geschichte
Als die Synagoge erbaut wurde, gehörte Zabłudów der Radziwiłł-Familie. Krzysztof Radziwiłł gab 1635 die Erlaubnis zu ihrem Bau. Diese wurde dann vermutlich um 1640 von seinem Sohn Janusz Radziwiłł erbaut. In den Jahren bis zu ihrer Zerstörung im Zweiten Weltkrieg wurde sie ständig erweitert und umgebaut; letztmals zwischen 1895 und 1923. Gleich nach dem deutschen Überfall auf die Sowjetunion wurde sie schon am 22. oder 24. Juni 1941 von deutschen Soldaten in Brand gesteckt.

## Architektur

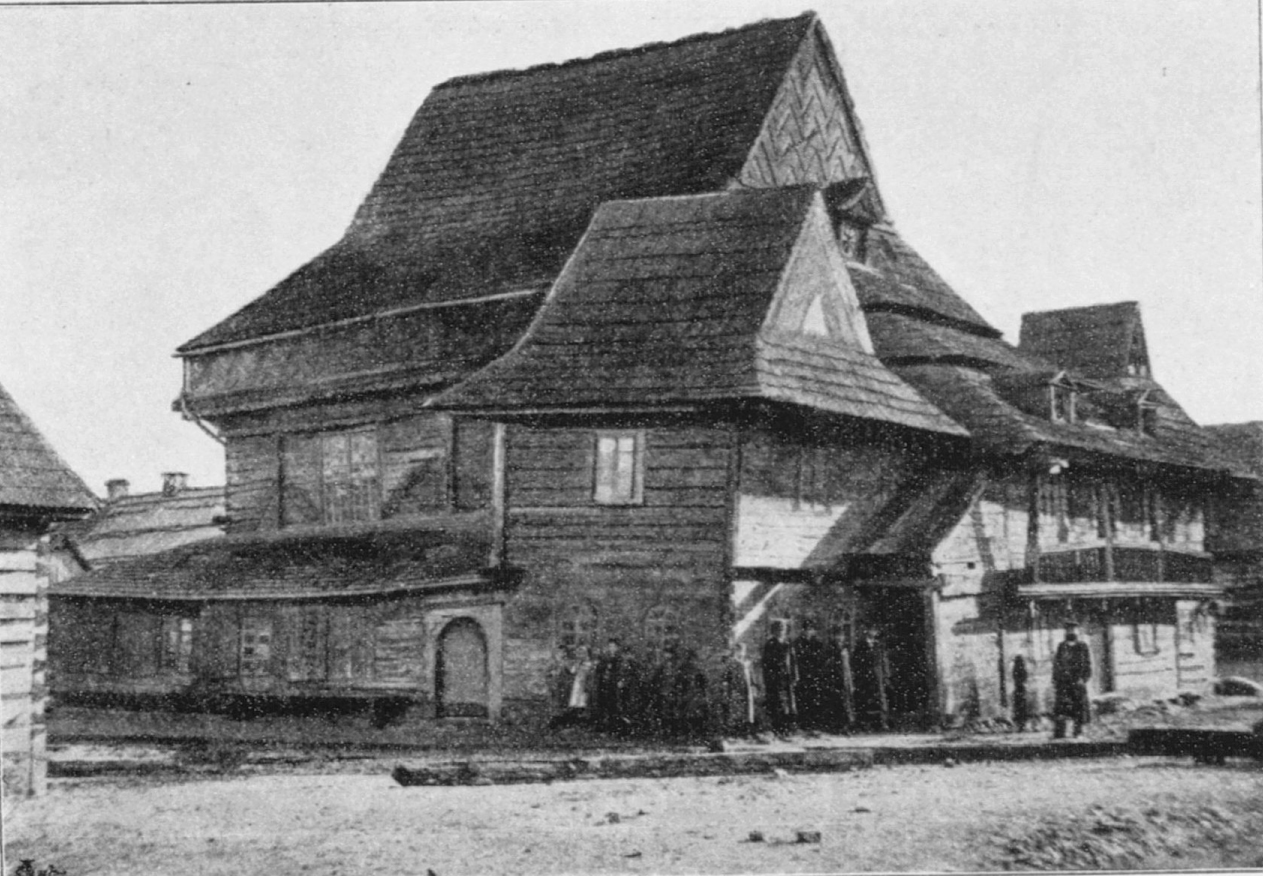
Holzsynagoge von Zabłudów (1895)

Die aus horizontalen Balken errichtete Haupthalle war mit 11,30 × 11,70 m nahezu quadratisch. Die Höhe der Wände war 6,50 m; bis zum höchsten Punkt des Tonnengewölbes waren es 9,75 m. Ursprünglich hatte sie in jeder Wand zwei Fenster, von denen später einige durch die Umbauten verschlossen wurden. Bereits 1646 wurde beschlossen, einen ebenerdigen Raum für die Frauen anzubauen. Es gab zwei kleine leicht unterschiedliche Pavillons an den Ecken. 1765 gab es weitere größere Umbauten. Zu Beginn des 19. Jahrhunderts wurde die Vorhalle erweitert und ein weiterer Frauenraum darüber errichtet. Auch die Dachformen wurden bei Umbaumaßnahmen verändert.
Der erhöhte Toraschrein war 2-stufig und hatte unterschiedliche künstlerische und materielle Qualitäten.
Die Bimah stand in der Nähe des Eingangs und hatte die Form einer 8-eckigen kleinen Kapelle.